# 滨枣
滨枣（学名：Paliurus spina-christi）是鼠李科中的一个植物种。滨枣的学名可能来自于人们以为耶稣带的荆棘之冠是用滨枣作的。

## 描述
滨枣是灌木，可高达六米。它的叶子的叶序交替于茎的两侧。叶子卵状，可达四厘米长，柄短。夏季叶子会成黄色。付叶一般演化为两根长短不一的刺。
花小，几乎无味，组成多歧聚伞花序，具有典型的马甲子属的特点。花五瓣，黄色，柄短。许多昆虫利用滨枣的花作为食物来源。开花期为六月至八月。果实棕色，木质，直径可达三厘米，于十月至十二月成熟。

## 生长环境
滨枣可以在泥地和沙地上生长，但是比较喜欢泥地。对于土壤酸性来说它的要求也不高，甚至可以在非常碱性的土壤上生长。重要的是它需要生长在宽阔的或者阴影很少的地方。它可以承受干旱和至-15摄氏度的寒冷。假如地面上的植物受损，它可以从地下的根重新发芽。

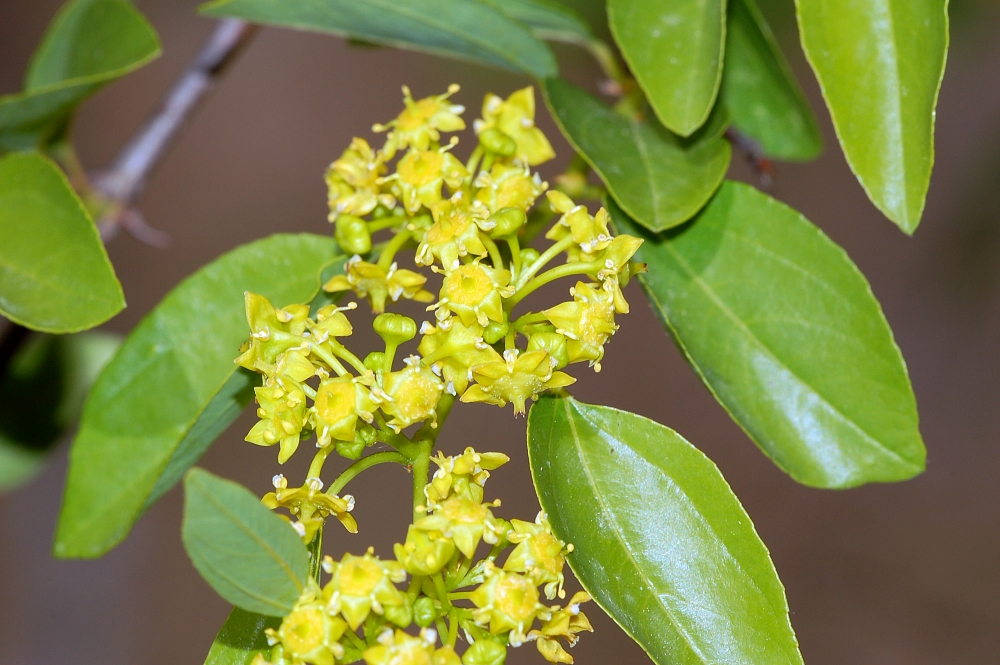
花
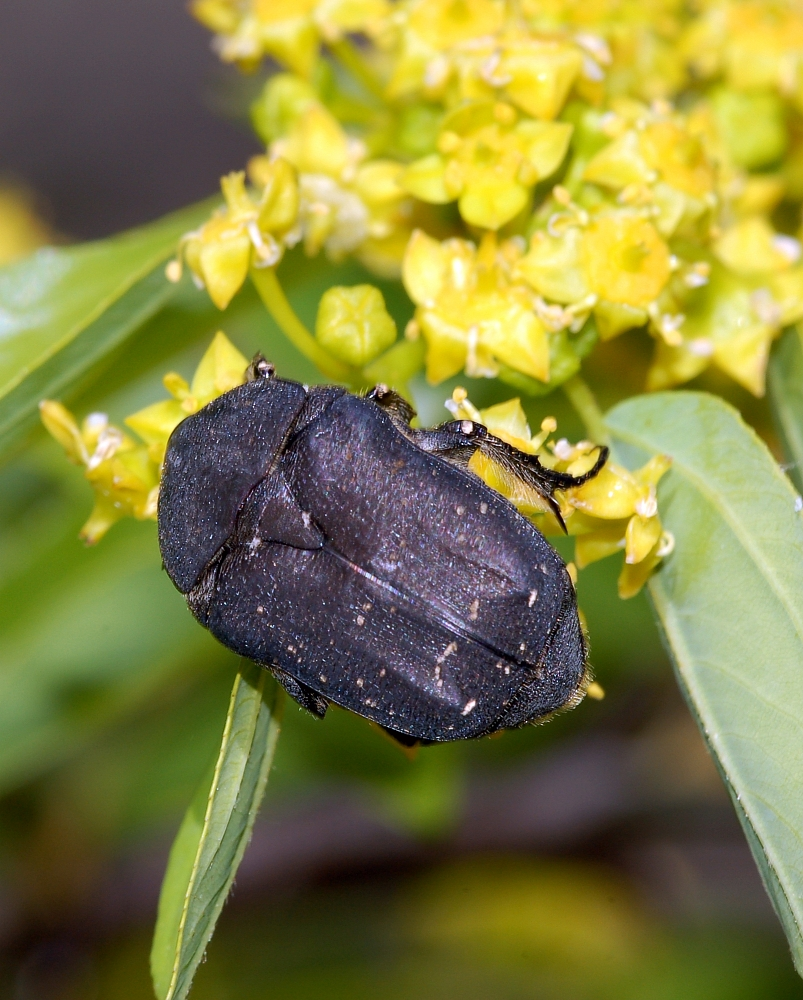
传粉
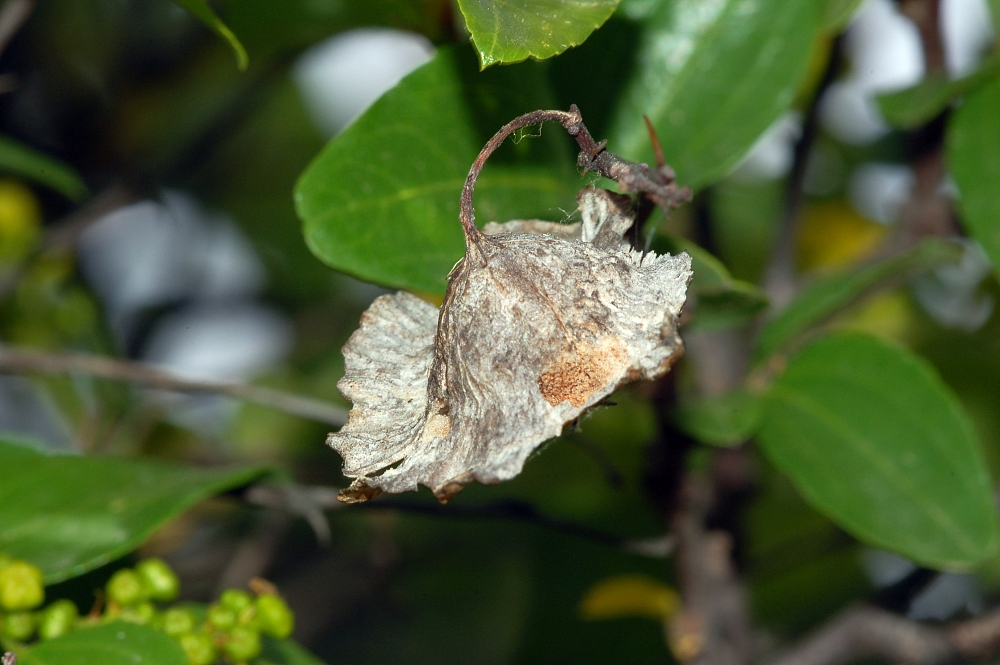
果实

## 分布
滨枣本来的分布地区为从欧洲南部至亚洲（中国），也就是说与欧鼠李类似。由于人类使用它做篱笆植物，因此它被传播开来，现在在北美洲也出现。在相应条件下滨枣可以在海拔3000米的高度生长。

## 利用
- 在医学上滨枣被用来止血、提取洛哌丁胺和作为利尿劑使用。
- 在园艺技术中滨枣被用来做篱笆。养蜂的人也用它来作为蜜蜂采蜜的原料植物。
- 有可能耶稣戴的荆棘之冠是用滨枣做的，但是这个说法无法证实。其它一些植物也被说成是做荆棘之冠的，其中包括在耶路撒冷常见的药鼠李（Rhamnus catharticus L.）和山楂等。